# Gelasma submacularia
Gelasma submacularia är en fjärilsart som beskrevs av John Henry Leech 1897. Gelasma submacularia ingår i släktet Gelasma och familjen mätare. Inga underarter finns listade i Catalogue of Life.